# SN 1987T
SN 1987T – supernowa odkryta 28 września 1987 roku w galaktyce A214533+3206. W momencie odkrycia miała maksymalną jasność 17,50m.